# A Very Special Season
A Very Special Season (también conocido como A Very Special Season: 14 Songs for Christmas) es un álbum navideño lanzado por la artista americana Diana Ross el 14 de noviembre de 1994.
Producido por Nick Martinelli, con quien ella trabajo varias veces alrededor de los años noventa. Es un pop exuberante y conmovedor que coloca como uno de sus mejores álbumes temáticos de fiestas.
El álbum solo fue lanzado para el mercado internacional y consistía de canciones navideñas estándar así como otras más contemporáneas de Burt Bacharach, John Lennon y Stevie Wonder. Fue certificado como disco de oro en el Reino Unido y continuo vendiéndose bastante bien a lo largo de los territorios Europeos durante las subsecuentes fechas festivas.
El álbum fue remasterizado y reedicionado como Wonderful Christmas Time en 2018. Ross lo promociono con conciertos temáticos en noviembre de 2018. La reedición del álbum, el cual presentaba una nueva tapa artística y otras canciones más grabadas, alcanzó el puesto #15 en el Billboard's R&B/Hip-Hop Catalog Albums.

## Lista de canciones
1. "Winter Wonderland" (Felix Bernard, Richard B. Smith) – 3:22
2. "White Christmas" (Irving Berlin) – 3:20
3. "Wonderful Christmas Time" (McCartney) – 3:09
4. "What the World Needs Now" (Burt Bacharach, Hal David) – 4:20
5. "Happy Xmas (War Is Over)" (John Lennon, Yoko Ono) – 3:15
6. "Let It Snow! Let It Snow! Let It Snow!" (Sammy Cahn, Jule Styne) – 2:14
7. "Amazing Grace" (John Newton) – 5:21
8. "His Eye Is on the Sparrow" (Civilla D. Martin) – 5:21
9. "Silent Night (Franz Gruber, Josef Mohr) – 5:01
10. "Overjoyed" (Stevie Wonder) – 4:05
11. "O Holy Night" – (Adolphe Adam, John Sullivan Dwight) – 4:44
12. "Someday at Christmas" (Miller, Wells) – 4:09
13. "Ave Maria" (Schubert) – 5:52
14. "The Christmas Song"  (Mel Tormé, Bob Wells) – 3:13